# An Innocent Man (sång)
An Innocent Man är den tredje singeln från Billy Joels album An Innocent Man. Låten är med sin musikaliska stil en hyllning till Ben E. King och The Drifters och nådde tionde plats på Billboard Hot 100-listan. Joel blev 1997 tillfrågad i en intervju att förklara bakgrunden till låtens ljusare toner, på vilket han svarade ungefär att ”jag misstänkte att det här var tidpunkten då jag för sista gången skulle kunna nå dessa höga toner, så varför inte sluta storslaget?” Detta innebar i princip slutet för Joels inspelningar med ljusa toner. Ingen musikvideo gjordes till "An Innocent Man".

## Listplaceringar
| Lista (1983) | Högsta placering |
| ------------ | ---------------- |
| Australien   | 23               |
| Kanada       | 16               |
| Irland       | 3                |
| Nya Zeeland  | 24               |